# Muralla de Las Palmas

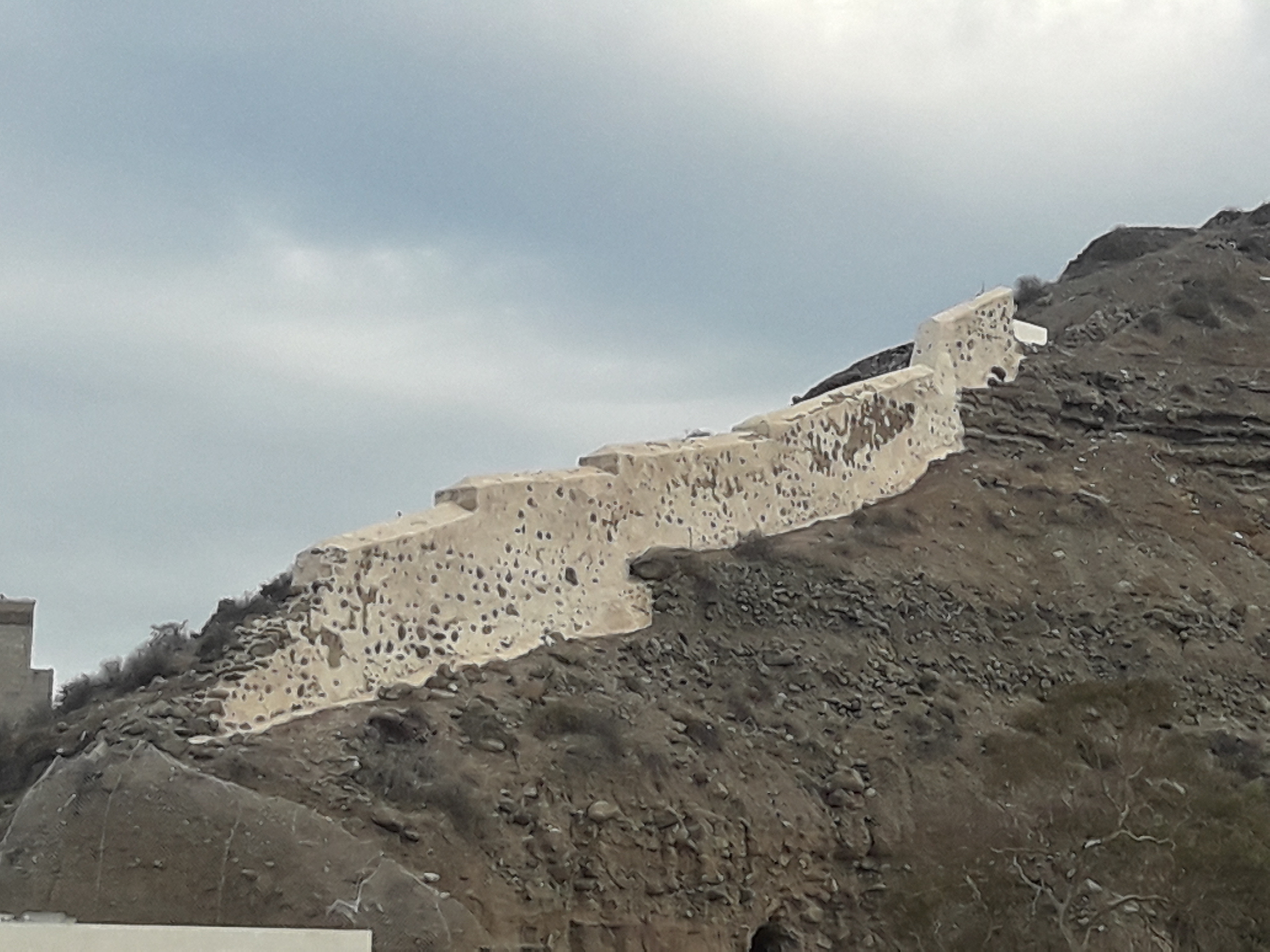
Fragmento mejor conservado de la antigua muralla Norte.

La Antigua Muralla de Las Palmas o Muro del Real, era la muralla que delimitaba y protegía la ciudad de Las Palmas de Gran Canaria, Canarias, España. En la actualidad sólo se conserva un fragmento de la misma junto al Castillo de Mata.

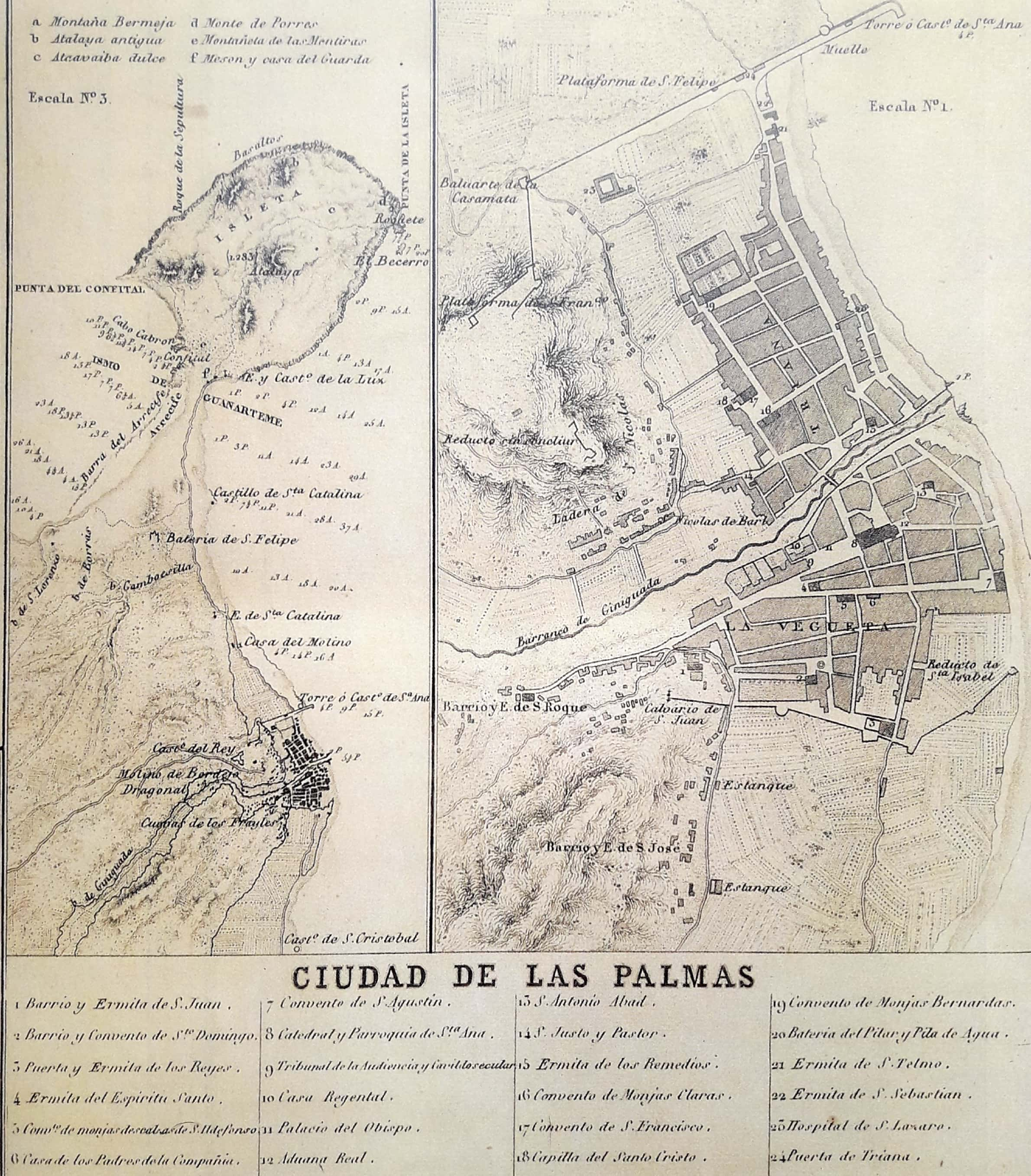
Plano de la ciudad de 1849 por Francisco Coello. Se aprecia el trazado de la muralla desde Torre de Santa Ana hasta la plataforma de San Francisco, pasando por el Baluarte de la Casamata.

## Historia
Lo que hoy en día conocemos como Muralla de Las Palmas se trata de los restos de la Antigua Muralla Norte de la ciudad de Las Palmas de Gran Canaria, cuya finalidad principal era la defensiva. La muralla primitiva partía desde el desaparecido Castillo de Santa Ana (Torre de Santa Ana), situado en la cercanía de la Ermita de San Pedro González Telmo y Charco de los Abades, continuaba hasta una puerta que por corresponder al barrio de Triana, tomó este nombre y luego se unía con la “Casamata” (Castillo de Mata) para ascender después por el escarpe del risco hasta el Castillo de San Francisco o del Rey. Para su confección se emplearon piedra y argamasa, de pared lisa sin contrafuertes, ensanchándose suavemente hasta formar un plano inclinado con la base. En la cara interna y en su parte alta se extendía, a lo largo de toda ella, un amplio corredor o banqueta desde donde la tropa podría defenderla y atacar a su vez.
Constituyó durante siglos, aparte de su función militar, el límite entre la zona urbana y la rural de la ciudad, delimitando el perímetro interior, que prácticamente quedó inalterado desde el siglo XVI hasta el XIX englobando lo que eran los dos barrios centrales de la ciudad -Vegueta y Triana- y algunos de los arrabales que ascendían por las lomas de las montañas cercanas y que se conocen con el nombre genérico de “Riscos”, tomando estos últimos el nombre del Santo bajo cuya advocación se encontraba la Ermita en ellos edificada. La pérdida de valor del sistema defensivo antiguo y el empuje que suponía el primer ensanche moderno de Las Palmas motivaron la desaparición casi total de la Muralla.
Las Palmas de Gran Canaria fue durante siglos uno de los puntos estratégicos de la Corona Española en la ruta de las Indias, al mismo tiempo que era punto vital de la isla de Gran Canaria y del Archipiélago. Por eso no es de extrañar que el aspecto defensivo fuera una de las manifestaciones más importantes de su arquitectura desde la fundación. La construcción de sistemas defensivos fue preocupación constante del gobierno local y del reino. A lo largo de los siglos la ciudad -sobre todo después de la conocida invasión de los holandeses, a finales del siglo XVI- se fue dotando de medios defensivos que la protegiesen tanto por mar como por tierra. Ya antes de 1578 el gobernador D. Diego de Melgarejo edificó la primitiva muralla norte. Las Palmas de Gran Canaria se convirtió no sólo en una ciudad fortificada, sino también amurallada, rasgo poco habitual en las ciudades canarias y que compartió con muy pocas localidades (Santa Cruz de Tenerife y Santa Cruz de La Palma).

## Fortificaciones de la ciudad
- Castillo de la Luz
- Castillo de Mata
- Castillo de San Cristóbal
- Castillo de San Francisco
- Muralla urbana de Las Palmas de Gran Canaria
- Fortaleza de Santa Catalina
- Torre de Santa Ana